# (12367) Ourinhos
(12367) Ourinhos – planetoida z grupy pasa głównego planetoid okrążająca Słońce w ciągu 3 lat i 135 dni w średniej odległości 2,25 j.a. Została odkryta 8 lutego 1994 roku w obserwatorium w Meridzie przez wenezuelskiego astronoma Orlando Naranjo. Nazwa planetoidy pochodzi od miasta Ourinhos w stanie São Paulo w Brazylii. Została ona wybrana w konkursie, w którym uczniowie szukali narzędzi do walki z pożarami lasów, na które jest podatne Ourinhos. Przed nadaniem nazwy planetoida nosiła oznaczenie tymczasowe (12367) 1994 CN8.